# De Linie (wijk)
De Linie is een buurt in de stad Groningen en is onderdeel van de wijk Zuidoost.

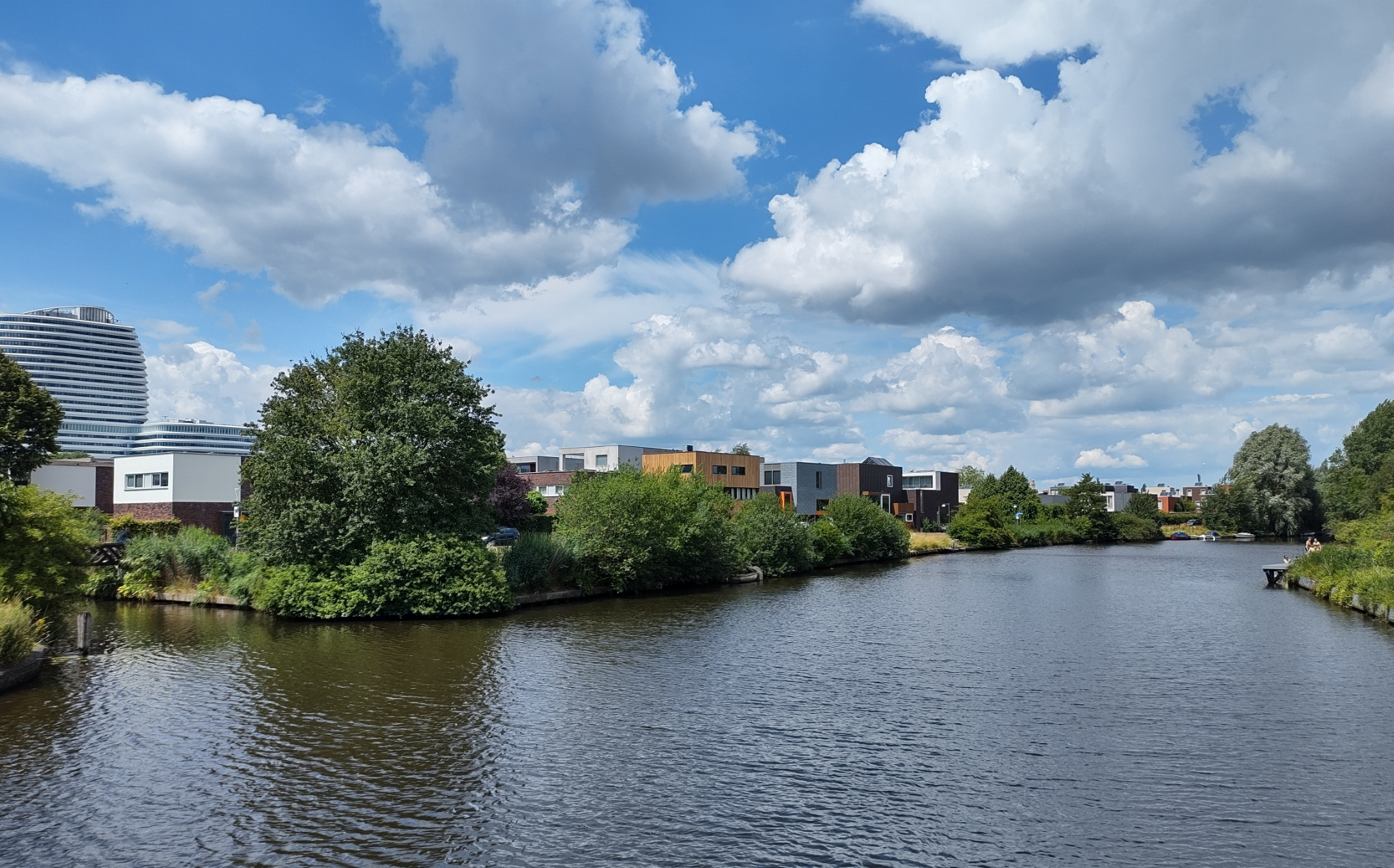
Deel van De Linie gezien vanaf het Oude Winschoterdiep. Links het Helperdiep.

De buurt De Linie is gelegen nabij de buurt Europapark die grotendeels aan de andere zijde van het Oude Winschoterdiep is gesitueerd en buurt de Oosterpoort direct ten noorden ervan. De buurt is gelegen tussen de Verlengde Lodewijkstraat, de zuidelijke ringweg, het Oude Winschoterdiep en de Boumaboulevard.  
Onderdeel van De Linie is het wooncomplex De Frontier uit 2010, met 212 woningen het grootste wooncomplex tot dan toe in Groningen. De straatnamen zijn vernoemd naar (onderdelen van) de molens en de verdedigingswerken van de Helperlinie die hier voorheen te vinden waren. 
Het terrein waarop de buurt is gebouwd maakte onderdeel uit van de Helperlinie. Na de slechting van de vestingwallen na 1874 vanwege de Vestingwet werd het een bedrijventerrein. 
In de 18e en 19e eeuw waren hier al meerdere molens. De oliemolen van de gebroeders Ellens  (locatie: het huidige Lunettenhof) die in 1880 afbrandde, houtzaagmolen De Vriendschap (ter hoogte van de straten Bastion en De Schans) die in 1903 werd afgebroken, houtzaagmolen De Zon (werd vanaf 1882 stoomhoutzagerij waarvan het balkgat nog deels bestaat) ter hoogte van Vredelust en houtzaagmolen De Zaaijer ter hoogte van de H.L. Wicherstraat. De straatnaam Vredelust is afgeleid van de oliemolen met die naam ter hoogte van de Oliemulderstraat in de wijk Oosterpoort. 

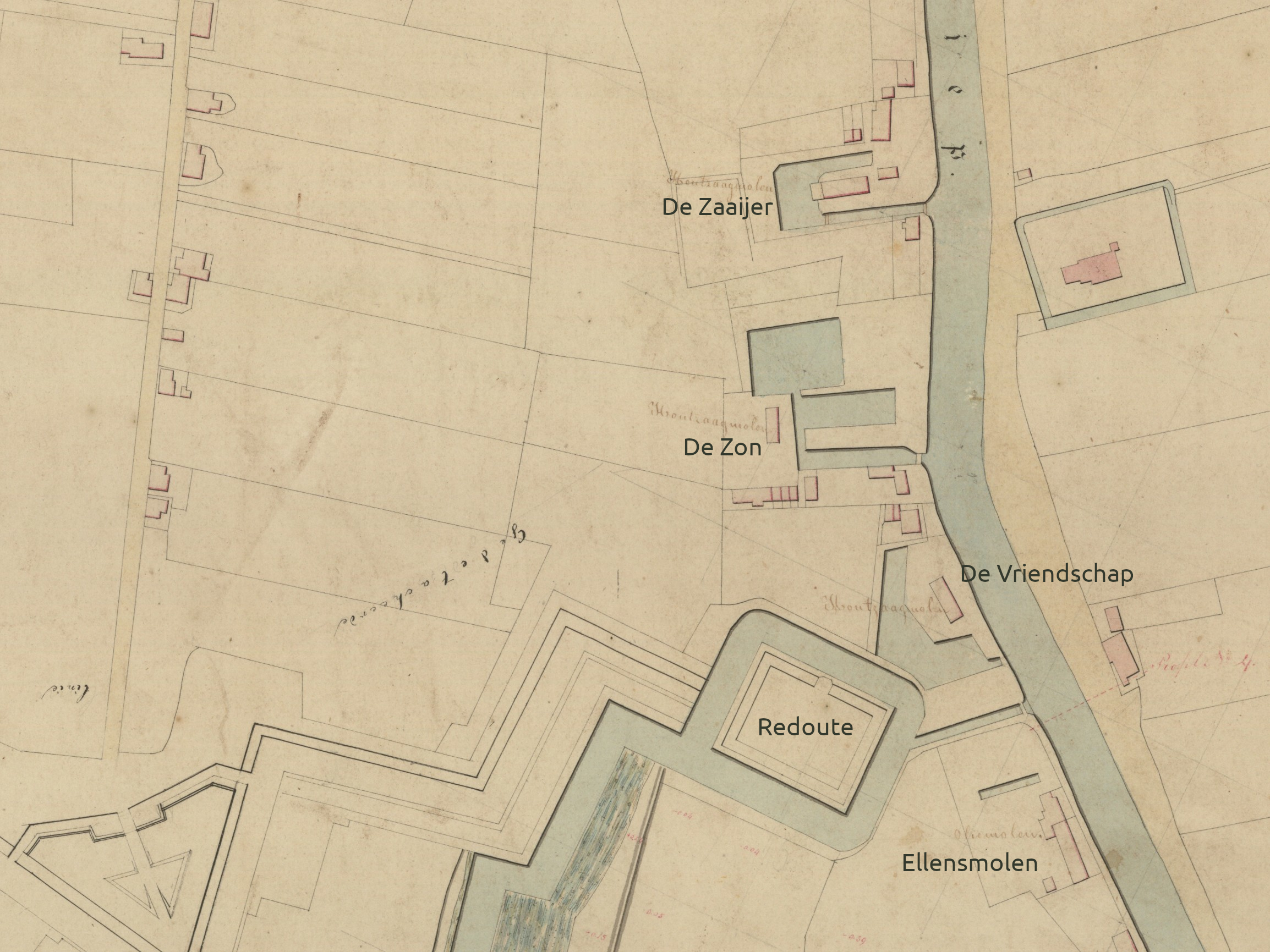
Voormalige molens op een kaart van 1854. Bron: Beeldbank Groningen

Op het terrein van molen De Vriendschap kwam van 1903 tot 1964 de scheepswerf J. Vos en Zoon. Vanwege de aanleg van de Hunzecentrale werd begin jaren 1960 een stukje Oude Winschoterdiep ten zuiden van de werf gedempt. Bovendien werd ten noorden van de werf tussen 1962 en 1971 de zuidelijke ringweg aangelegd zodat het ingesloten werd. De werf werd in 1964 opgeheven.
Ook de Gemeentereiniging (later Milieudienst) was in de 20e eeuw gehuisvest op het bedrijventerrein. Dit begon met een drekstoep (verzamelplaats voor faecaliën) op de plek van de oostelijke redoute en werd later uitgebreid met afvalverwerking. Na 1964 betrok de gemeentereiniging ook het terrein van de scheepswerf.
Waar tot 1904 molen De Zaayer stond werd in 1915 de H.L. Wichersstraat aangelegd als zuidelijkste straat van de Oosterpoortwijk. Deze straat werd later de noorderlijkste van De Linie. Tussen de werf en de H.L. Wichersstraat was van 1907 tot 2001 Houthandel Nanninga. Het Nanningapad bij Lunettenhof herinnert daaraan.

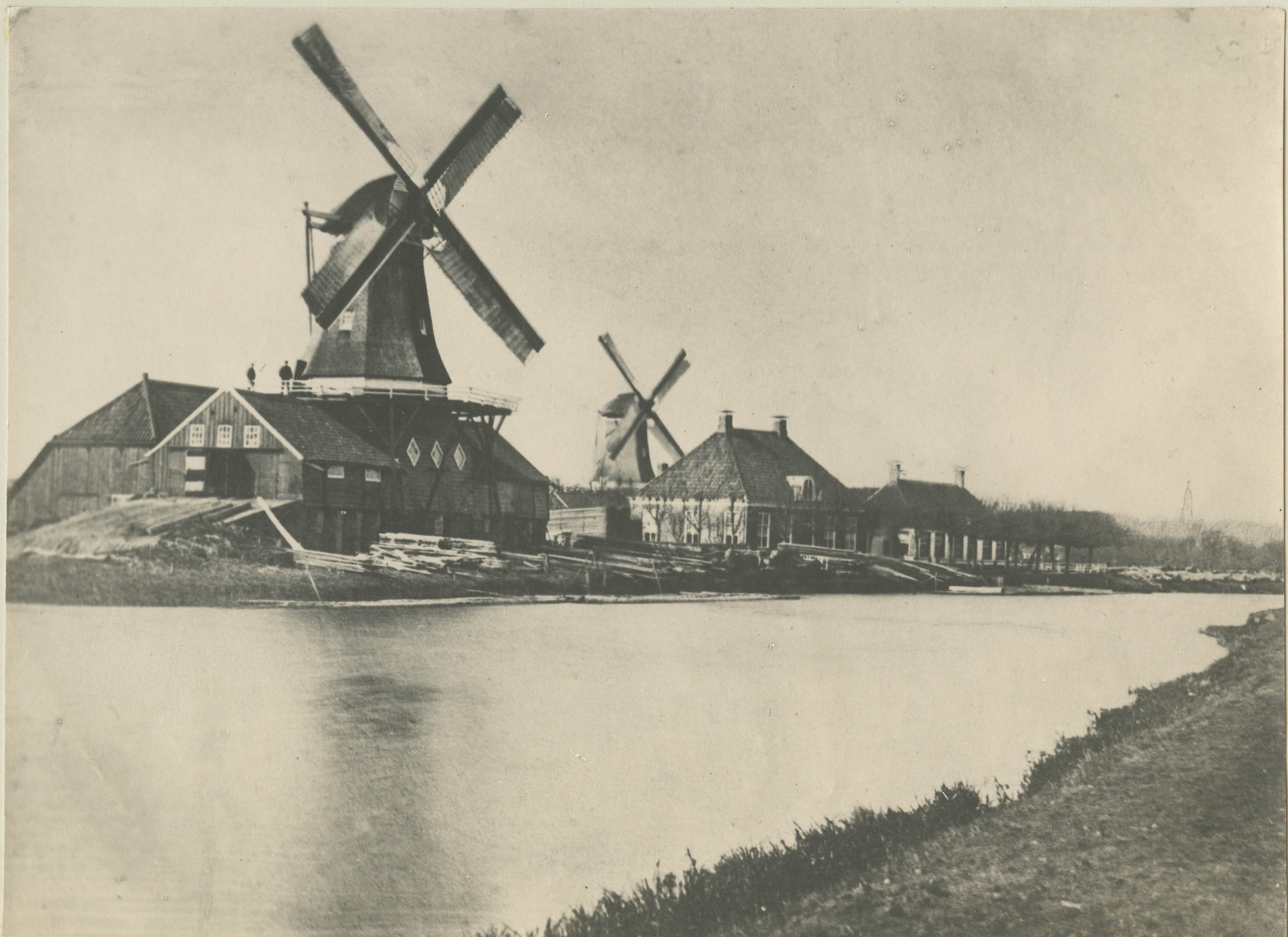
Houtzaagmolen De Vriendschap aan het Winschoterdiep net ten noorden van het Helperdiep. Op de achtergrond zaagmolen De Zon. (plm. 1880) Bron: Beeldbank Groningen

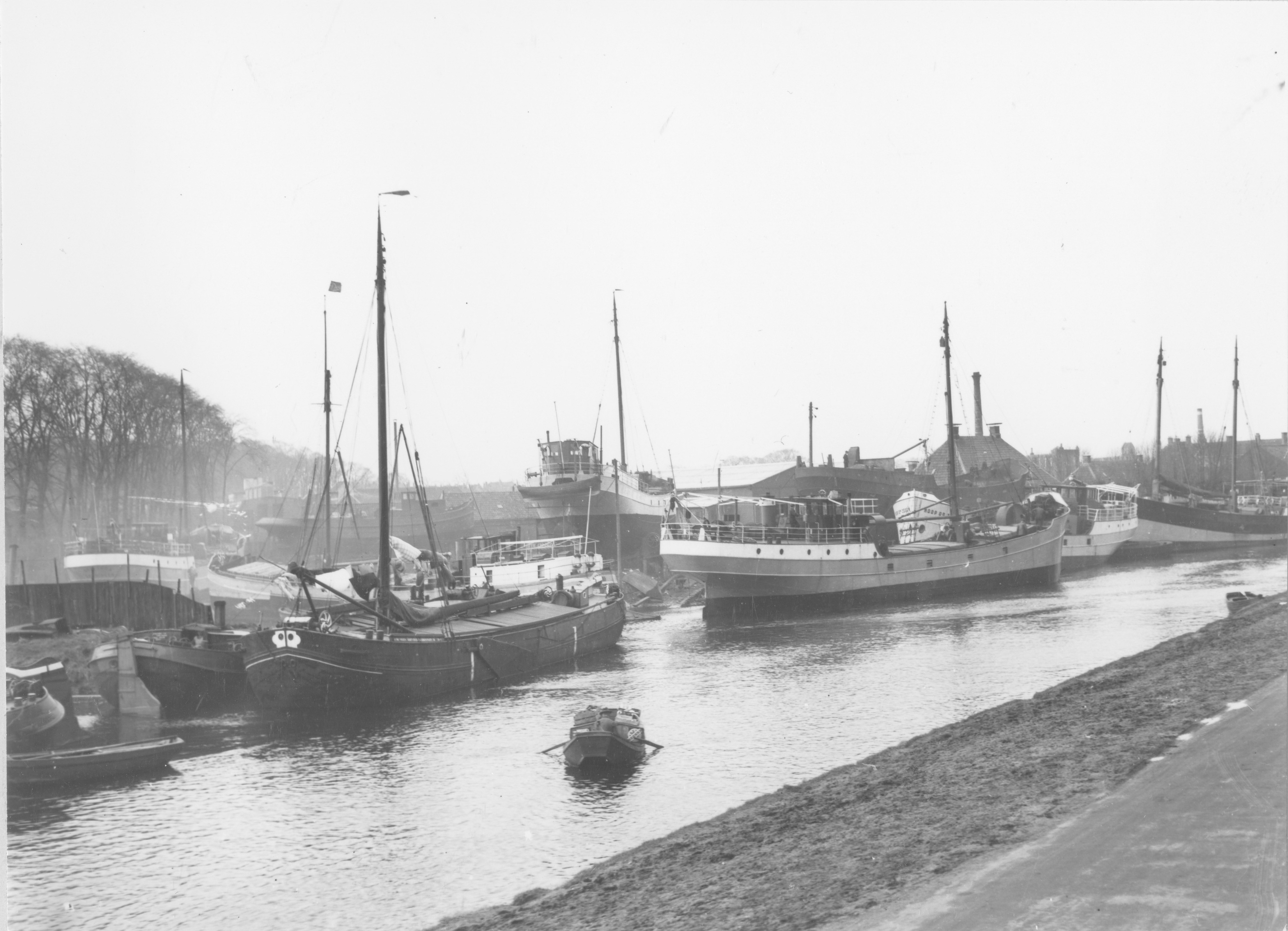
Scheepswerf J. Vos & Zoon aan het Winschoterdiep op het terrein van de in 1903 afgebroken molen De Vriendschap. Uiterst rechts de H.L. Wichersstraat. (1931) Bron: Beeldbank Groningen